# 성남역
성남역(城南驛, Seongnam station)은 경기도 성남시 분당구 백현동에 있는 수도권 광역급행철도 A노선과 수도권 전철 경강선의 전철역이다. 수도권 전철 경강선은 이 역과 이매역 사이에는 이매교 하저터널로 연결된다.

## 역사
- 2023년 12월 28일: 고시.[1]
- 2024년 3월 30일: 수도권 광역급행철도 A노선 개통과 함께 환승역이 됨

## 역 구조

### 경강선 승강장
- 2면 2선 상대식 승강장이며, 스크린도어가 설치되어 있다.

| ↑ 판교 |
| \| ２  |
| 이매 ↓ |

| 1 | ● 수도권 전철 경강선 | 판교 방면                          |
| 2 | ● 수도권 전철 경강선 | 경기광주 · 이천 · 부발 · 여주 방면 |

### 수도권 광역급행철도 A노선 승강장
- 2면 4선 상대식 승강장이며, 스크린도어가 설치되어 있다. 고속열차의 고속 통과로 인한 열차 소음 방지 차원에서, 통과선은 두꺼운 방음벽으로 막혀 있다.

| ↑ 수서 |
| \| 하  |
| 구성 ↓ |

| 상 | ● 수도권 광역급행철도 A노선 | 수서 방면 |
| 하 | ● 수도권 광역급행철도 A노선 | 동탄 방면 |

## 역 주변
| 나가는 곳 | 방면                                       |
| --------- | ------------------------------------------ |
| 1         | 보평고등학교, 보평중학교, 백현마을 2단지   |
| 2         | 보평초등학교, 판교소망교회, 백현마을 2단지 |
| 3         | 봇들마을 9단지                             |
| 4         | 상부 공원                                  |
| 5         | 아름 마을, 이매교, 이매고등학교            |

## 인접한 역
| 경강선                    | 경강선                      | 경강선              |
| ------------------------- | --------------------------- | ------------------- |
| K409 판교 방면            | ● 수도권 전철 경강선        | K411 이매 여주 방면 |
| 수도권 광역급행철도 A노선 |                             |                     |
| X108 수서 방면            | ● 수도권 광역급행철도 A노선 | X110 구성 동탄 방면 |

## 사진

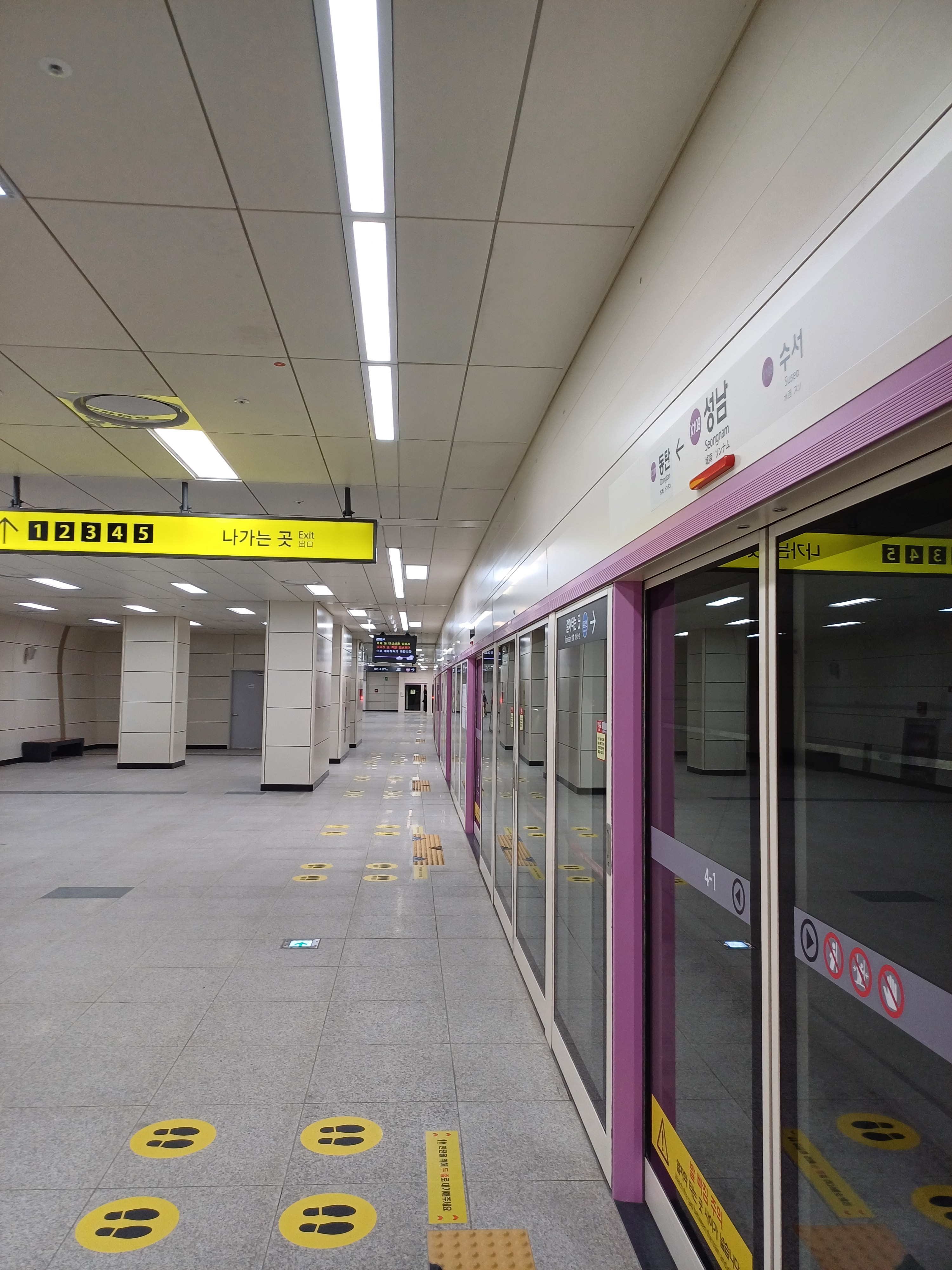
GTX-A 승강장
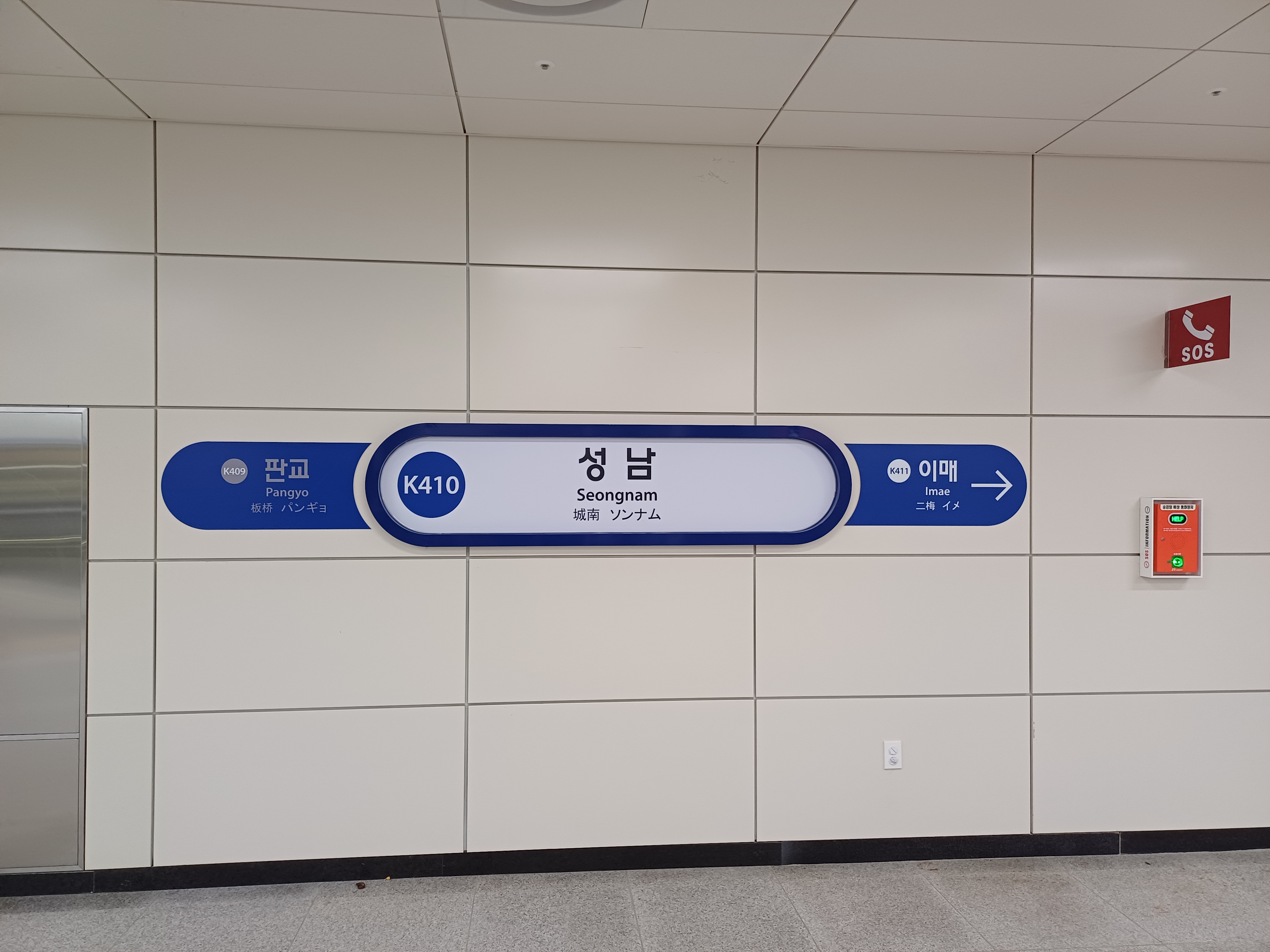
경강선 역명판
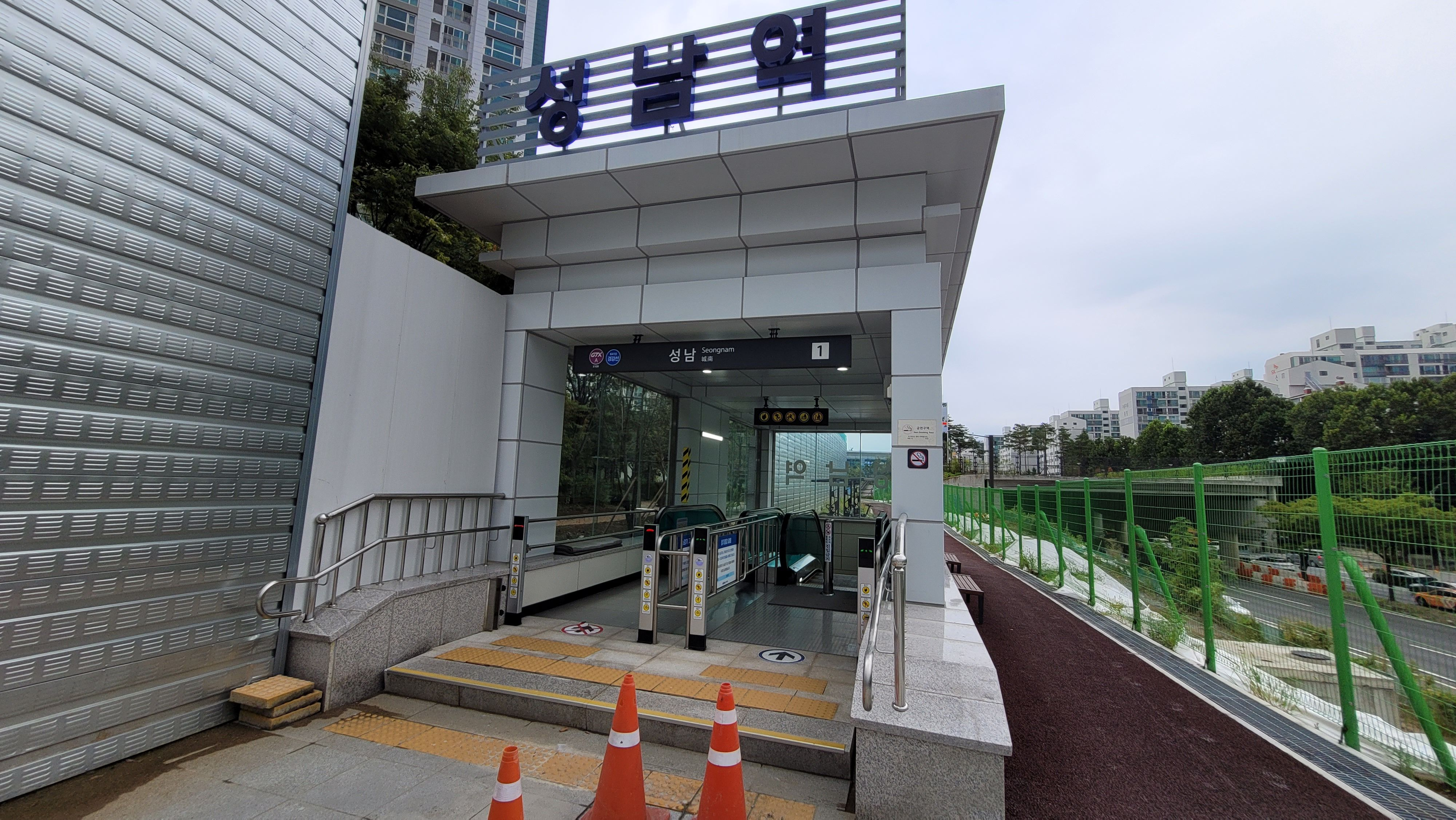
1번출구
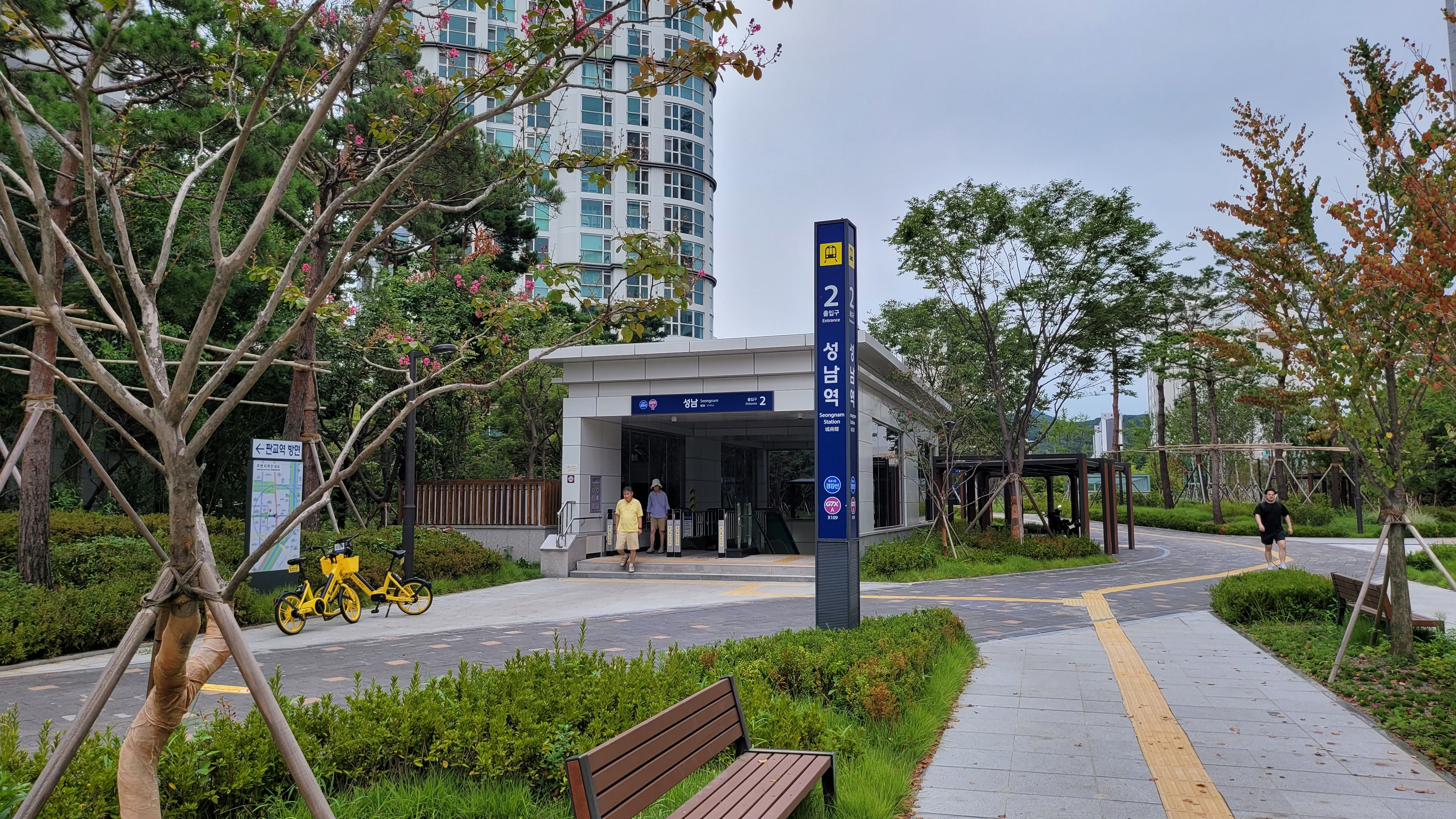
2번출구
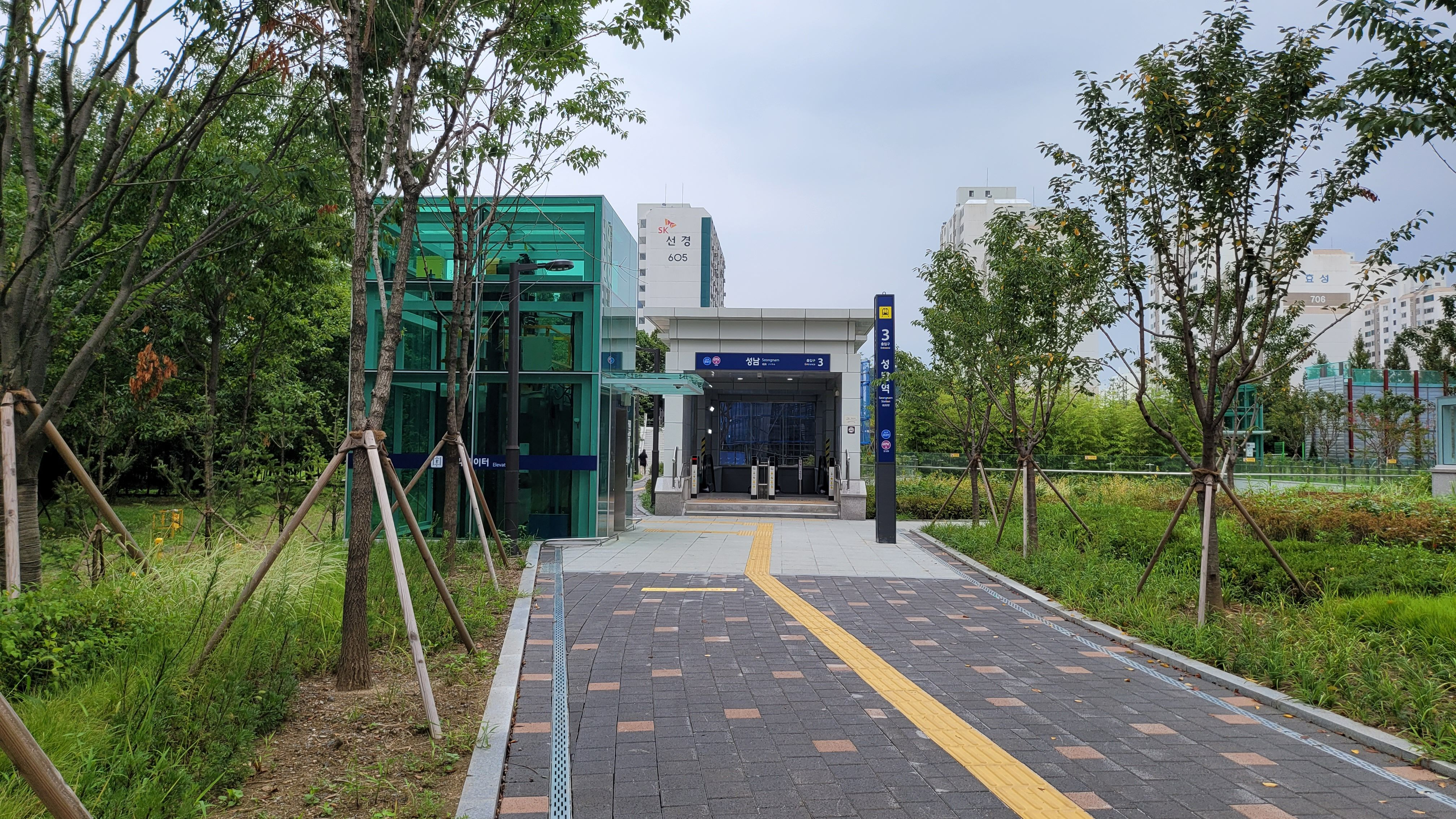
3번출구
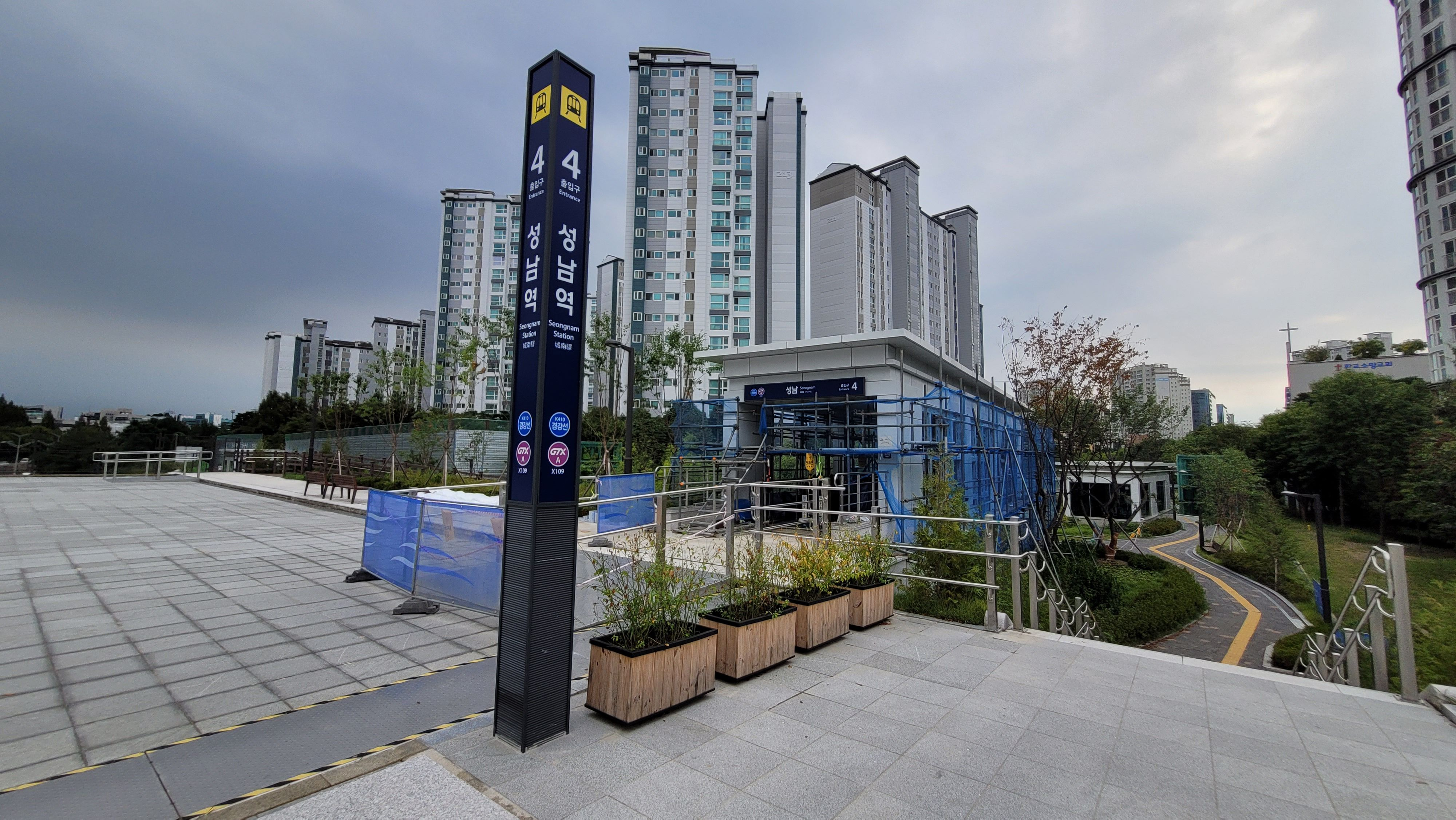
4번출구